# Vilshult
Vilshult – miejscowość (tätort) w Szwecji, w regionie administracyjnym (län) Blekinge, w gminie Olofström.
Według danych Szwedzkiego Urzędu Statystycznego liczba ludności wyniosła: 303 (31 grudnia 2015), 364 (31 grudnia 2018) i 331 (31 grudnia 2019).